# Sito di Thomas Farm

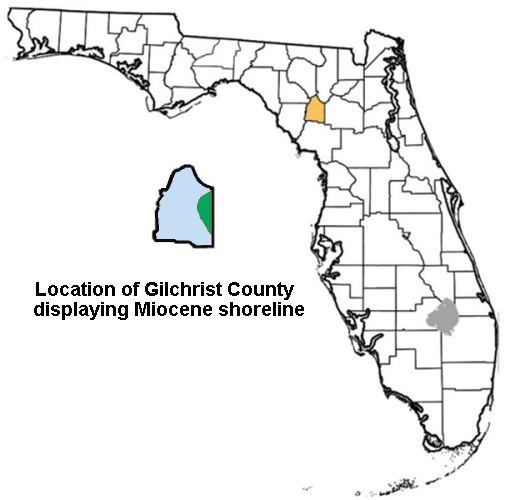
L'estensione del sito di Thomas Farm con il tracciato della costa del Miocene.

Il sito di Thomas Farm è  un giacimento di fossili di vertebrati situato nella contea di Gilchrist, nel centro nord della Florida, risalente al Miocene inferiore, in particolare modo all'Hemingfordiano, quindi a circa 20,6 milioni di anni fa.
Secondo il Museo di Storia Naturale della Florida, il sito di Thomas Farm, scoperto nel 1931 da Clarence Simpson, membro dello staff della Florida Geological Survey (FGS), è uno dei più ricchi depositi terrestri di vertebrati del Miocene nella gamma dei 18 Ma di tutto il Nord America orientale. Gli esemplari qui rinvenuti includono: anfibi, rettili, uccelli, piccoli roditori, pipistrelli, rinoceronti, tre specie di cavalli a tre dita, diversi artiodattili (compresi cammelli, pecari, specie simili ai cervi e altre forme estinte), oltre a cani e orsi.

## Rettili
- Testudines
- Emydidae
- Pseudemys
- Testudinidae
- Geochelone tedwhitei[3]

- Crocodylia
- Alligatoridae
- Alligator olseni[4]

- Squamata
- Peltosaurus floridanus[5]
- Aniliidae
- Anilioides minuatus[6]
- Loxocemidae
- Ogmophis pauperrimus[5]
- Boidae
- Boa constrictor[5]
- Calamagras floridanus[6]
- Pterygoboa sp.[7]
- Colubridae
- Pseudocemophora antiqua[6]
- Paraoxybelis floridanus[6]
- Scolecophidia
- Scolecophidia indet.[8]

## Uccelli
- Charadriiformes
- Rhegminornithidae
- Rhegminornis calobates[9]
- Galliformes
- Cracidae
- Boreortalis laesslei[10]
- Accipitriformes
- Accipitridae
- Promilio brodkorbi[11]
- Promilio floridanus[12]
- Promilio epileus[11]
- Cuculiformes
- Cuculidae
- Cuculidae indet.[13]
- Thomasococcyx philohippus[13]
- Pelecaniformes
- Anhingidae
- Anhinga subvolans[12]

## Mammiferi

### Rhinocerotidae
- Diceratherium (D. barbouri)
- Floridaceras

### Equidae
- Parahippus (P. leonensis)

### Amphicyonidae
- Daphoenus (D. caroniavorus)
- Anchitherium (A. clarencei)
- Amphicyon (A. longiramus)
- Cynelos (C. caroniavorus)

### Ursidae
- Aelurodon (A. johnhenryi)
- Phoberocyon (johnhenryi)

### Mustelidae
- Mephitaxus (M. ancipidens)
- Miomustela
- Zodiolestes (Z. freundi)
- Oligobunis (O. floridanus)

### Canidae
- Osbornodon iamonensis
- Euoplocyon (E. spissidens)
- Metatomarctus (M. canavus)
- Aelurocyon (A. spissidens
- Phlaocyon

### Chiroptera
- Chiroptera sp.
- Primonatalus (P. prattae)
- Karstala (K. silva)
- Miomyotis (M. floridanus)
- Svaptenos (S. whitei)

### Artiodactyla
- Floridachoerus (F. olseni)
- Machaeromeryx (M. gilchristensis)
- Parablastomeryx (P. floridanus)
- Merycoidodon
- Syndyoceras (S. australis)
- Floridatragulus (F. dolichanthereus)
- Oxydactylus (O. floridanus)
- Nothokemas (N. floridanus)

### Soricidae
- Limnoecus

### Rodentia
- Cricetidae[14]
- Proheteromys (P. magnus)
- Proheteromys (P. floridanus)
- Miospermophilus
- Nototamias (N. hulberti)
- Petauristodon (P. pattersoni)
- Mesogaulus
- Mylagaulidae[15]

## Anfibi
- Anura
- Pelobatidae
- Scaphiopus holbrooki[16]
- Ranidae - Rana sp.[16]
- Hylidae
- Hyla goini[16]
- Proacris mintoni[17]
- Bufonidae
- Bufo praevius[18]